# Gabriel Zabłudowski
Gabriel Zabłudowski, właśc. Gabriel Gowdel, cs. Muczenik mładieniec Gawriił Zabłudowskij, także Gabriel Białostocki, Słucki, Zwierkowski (ur. 1 kwietnia 1684 w Zwierkach, zm. 3 maja 1690) – święty prawosławny męczennik. Kanonizowany w 1820 przez Patriarchat Konstantynopolitański. Jego kult obecny jest przede wszystkim wśród prawosławnych na Podlasiu i na Białorusi.
Gabriel Gowdel pochodził z rodziny prawosławnych chłopów ze Zwierek, został w wieku sześciu lat zamordowany przez nieznanych sprawców. Jego śmierć stała się podstawą oskarżenia miejscowego żydowskiego arendarza Szutki o dokonanie mordu rytualnego. Mimo sądowego uniewinnienia Szutki przekonanie o zamordowaniu Gabriela przez Żydów było powtarzane w publikowanych przez instytucje prawosławne żywotach męczennika i w XXI w. nadal występowało w tego typu tekstach. Formalna kanonizacja Gabriela nastąpiła w 1820, jednak jego kult funkcjonował na Podlasiu już sto lat wcześniej. Jego głównym ośrodkiem był do lat 20. XX wieku monaster Trójcy Świętej w Słucku, gdzie wystawione dla kultu było (według tradycji nierozłożone) ciało męczennika.
Kult Gabriela osłabł w Polsce po 1918 i został ponownie ożywiony dopiero za sprawą działań biskupa białostocko-gdańskiego Sawy w latach 80. XX wieku. Męczennik został wówczas ogłoszony patronem Bractwa Młodzieży Prawosławnej oraz wszystkich prawosławnych dzieci i młodzieży. Głównymi ośrodkami kultu Gabriela są Białystok, gdzie od 1992 w soborze katedralnym wystawione są jego relikwie oraz żeński monaster Narodzenia Przenajświętszej Bogurodzicy w Zwierkach.
Osoba Gabriela Zabłudowskiego i jego kult są przedmiotem kontrowersji. W 1997 państwowa telewizja białoruska zaprezentowała film, w którym zabójstwo chłopca ukazano jako mord rytualny. W związku z tym rozprzestrzenianie jego kultu było przywoływane jako przykład antysemityzmu w niepodległym państwie białoruskim. Tezę o mordzie rytualnym na Gabrielu podtrzymują również niektóre rosyjskie witryny internetowe, wydawnictwa drukowane i filmy związane z prawosławiem. Równocześnie hierarchie autokefalicznych Cerkwi odcinają się od tego poglądu: z wykorzystywanych w PAKP tekstów liturgicznych poświęconych Gabrielowi usunięto wzmianki o Żydach-mordercach, zaś Egzarchat Białoruski Patriarchatu Moskiewskiego umieścił w oficjalnym żywocie świętego uwagę o fałszywym charakterze oskarżeń Żydów o zabójstwa chrześcijańskich dzieci.

## Życiorys
Gabriel urodził się w Zwierkach niedaleko Zabłudowa w rodzinie prawosławnych chłopów Piotra i Anastazji Gowdelów. Został ochrzczony w cerkwi monasteru Zaśnięcia Matki Bożej w Zabłudowie. W wieku sześciu lat, 3 maja 1690 (20 kwietnia według kalendarza juliańskiego), został w nieznanych bliżej okolicznościach zamordowany.
Żywoty Gabriela, publikowane również współcześnie przez instytucje prawosławne, podają, że chłopiec został pozostawiony przez matkę na krótko bez opieki i porwany przez Żyda, arendarza wsi Zwierki Szutkę. Mężczyzna miał wywieźć dziecko do Białegostoku, gdzie poddano je torturom. Gdy Gabriel zmarł z wykrwawienia, jego zwłoki porzucono w polu w pobliżu Zwierek.
Jak podkreślają Grzegorz i Antonina Sosna, oskarżenia o mord rytualny względem Żydów zdarzały się niejednokrotnie w ówczesnej Rzeczypospolitej. Niektóre publikowane materiały o Gabrielu podają, że okoliczności jego morderstwa nie mogą zostać jednoznacznie wyjaśnione, nie odrzucając jednak możliwości mordu rytualnego. Z kolei prawosławny duchowny, ks. Henryk Paprocki, zaprzeczył, by Kościół prawosławny przychylał się do takiej wersji wydarzeń, argumentując, że Gabriel jest czczony wyłącznie jako niewinna ofiara zabójstwa, zaś Cerkiew prawosławna nigdy nie nauczała o mordach rytualnych. Duchowny ten stwierdził również, że mimo tego pogląd o mordzie rytualnym funkcjonuje wśród duchowieństwa i wiernych prawosławnych. Znacznie rzadsza jest wersja o zamordowaniu Gabriela przez katolików (unitów). Antoni Mironowicz twierdzi, że o ile prawdą jest samo zabójstwo Gabriela, to już przypisywanie Szutce narodowości żydowskiej należy uznać za bezpodstawne.
W sprawie zabójstwa chłopca przeprowadzono śledztwo i proces, informacja o tym fakcie znalazła się w aktach rady miejskiej Zabłudowa. Wbrew wersji rozpowszechnianej w żywotach, arendarz Szutko został uniewinniony od zarzutu zabójstwa. Żywoty świętego podają, że ciało dziecka nie uległo rozkładowi, a zanim zostało znalezione w polu przez ludzi, było pilnowane przez psy, które odpędzały od zwłok ptaki. Gabriel Gowdel został pochowany przy cerkwi położonej przy drodze ze Zwierek do Białegostoku. Nie przeprowadzono dotąd szczegółowych historycznych badań źródłowych nad okolicznościami jego śmierci.

## Kult

### W I Rzeczypospolitej
W 1720, w czasie epidemii, w pobliżu grobu Gabriela chowane były zmarłe wskutek choroby dzieci; miejsce to już wtedy otaczano czcią. W czasie jednego z pogrzebów przypadkowo rozkopany został grób Gabriela; wówczas według żywotów okazało się, że ciało nadal pozostawało nierozłożone. Wydarzenie to przyczyniło się jeszcze do rozwoju kultu Gabriela w okolicy. Wkrótce potem epidemia ustała. Ciało Gabriela przeniesiono wówczas do podziemi cerkwi w Zwierkach. W 1746 budynek ten spłonął, jednak ciało dziecka nie uległo zniszczeniu. Według żywotów nadpaleniu uległa jedynie ręka chłopca, jednak i ta cudownie zagoiła się po przeniesieniu ciała do monasteru w Zabłudowie.
W związku z faktem, iż monaster zabłudowski był zagrożony likwidacją, w 1755 traktowane jako relikwie ciało Gabriela zostało przeniesione do monasteru Trójcy Świętej w Słucku. Zgodę na przeniesienie relikwii uzyskał od polskiego króla Hieronim Radziwiłł. Ciało Gabriela było niesione z Zabłudowa do Słucka w sarkofagu, w pieszej procesji. W monasterze w Słucku, według Księgi Cudów w Słucku, doszło do uzdrowień przed jego relikwiami. Były one przechowywane w relikwiarzu, obok którego umieszczono napisany przez archimandrytę Michała (Kozaczyńskiego) wiersz w języku cerkiewnosłowiańskim, opisujący śmierć Gabriela z rąk Żydów. Chociaż zamordowany chłopiec nie został formalnie kanonizowany przed rozbiorami Polski, należał do najbardziej czczonych świętych prawosławnych w Rzeczypospolitej, obok Makarego Kaniowskiego, Atanazego Brzeskiego i Hioba Poczajowskiego.
Zdaniem J. Leończuka kult Gabriela Zabłudowskiego stanowi przeniesienie na grunt prawosławny kultu katolickiego męczennika, ks. Andrzeja Boboli.

### W Imperium Rosyjskim

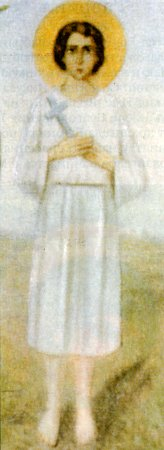
Dziewiętnastowieczna ikona św. Gabriela w monasterze Zaśnięcia Matki Bożej w Żyrowicach

Oficjalna kanonizacja Gabriela Zabłudowskiego, zwanego z racji miejsca przechowywania relikwii także Słuckim, została przeprowadzona w 1820, po stu latach od otwarcia jego relikwii, przez patriarchę konstantynopolitańskiego Grzegorza V. Niektóre źródła mylnie wskazują, iż to Świątobliwy Synod Rządzący Rosyjskiego Kościoła Prawosławnego kanonizował Gabriela. Jego imienia brak jednak w spisach świętych, których kult został ustanowiony w okresie synodalnym.
W 1885 żywot Gabriela został zawarty w zbiorze żywotów świętych rosyjskich spisanych przez metropolitę czernihowskiego Filareta. Tekstowi towarzyszyła rycina przedstawiająca Gabriela ukrzyżowanego, z narzędziami służącymi do upuszczania krwi. W 1893 arcybiskup wileński i litewski Donat polecił umieszczać w podległych swojej eparchii cerkwiach ikony Gabriela, zaś rok później zbudowano kaplicę na miejscu domu rodzinnego Gowdelów w Zwierkach. Istniała ona do 1902, gdy uległa zniszczeniu wskutek pożaru. W 1908 arcybiskup wołyński i żytomierski Antoni napisał kanon ku czci Gabriela, zaś w drukarni Ławry Poczajowskiej opublikowano nabożeństwo ku jego czci. Jego kult rozwijał się w regionie, z którego pochodziło dziecko, co przychylnie przyjmowała prawosławna hierarchia. W 1908 cząsteczka relikwii Gabriela została przeniesiona z monasteru w Słucku do cerkwi św. Eliasza w Białymstoku–Dojlidach, następnie do soboru św. Mikołaja w Białymstoku i po czterech latach do monasteru w Supraślu. W dzień wspomnienia Gabriela, 20 kwietnia, w monasterze w Słucku gromadziło się nawet do 35 tys. pielgrzymów.
W lutym 1913, w celu stymulowania dalszego rozwoju kultu św. Gabriela, w eparchii grodzieńskiej (której podlegała jurysdykcyjnie Białostocczyzna) utworzono dekanat św. Gabriela Zabłudowskiego, z siedzibą w Zabłudowie, jednak już w sierpniu tego samego roku został on zlikwidowany. Planowano także budowę cerkwi św. Gabriela w Zwierkach, jednak z powodu wybuchu I wojny światowej projekt ten nie mógł zostać urzeczywistniony. Joanna Tokarska-Bakir podkreśla związek rozwoju kultu męczennika na początku XX wieku ze wzrostem nastrojów antysemickich w ówczesnej Rosji.

### W Polsce w XX wieku

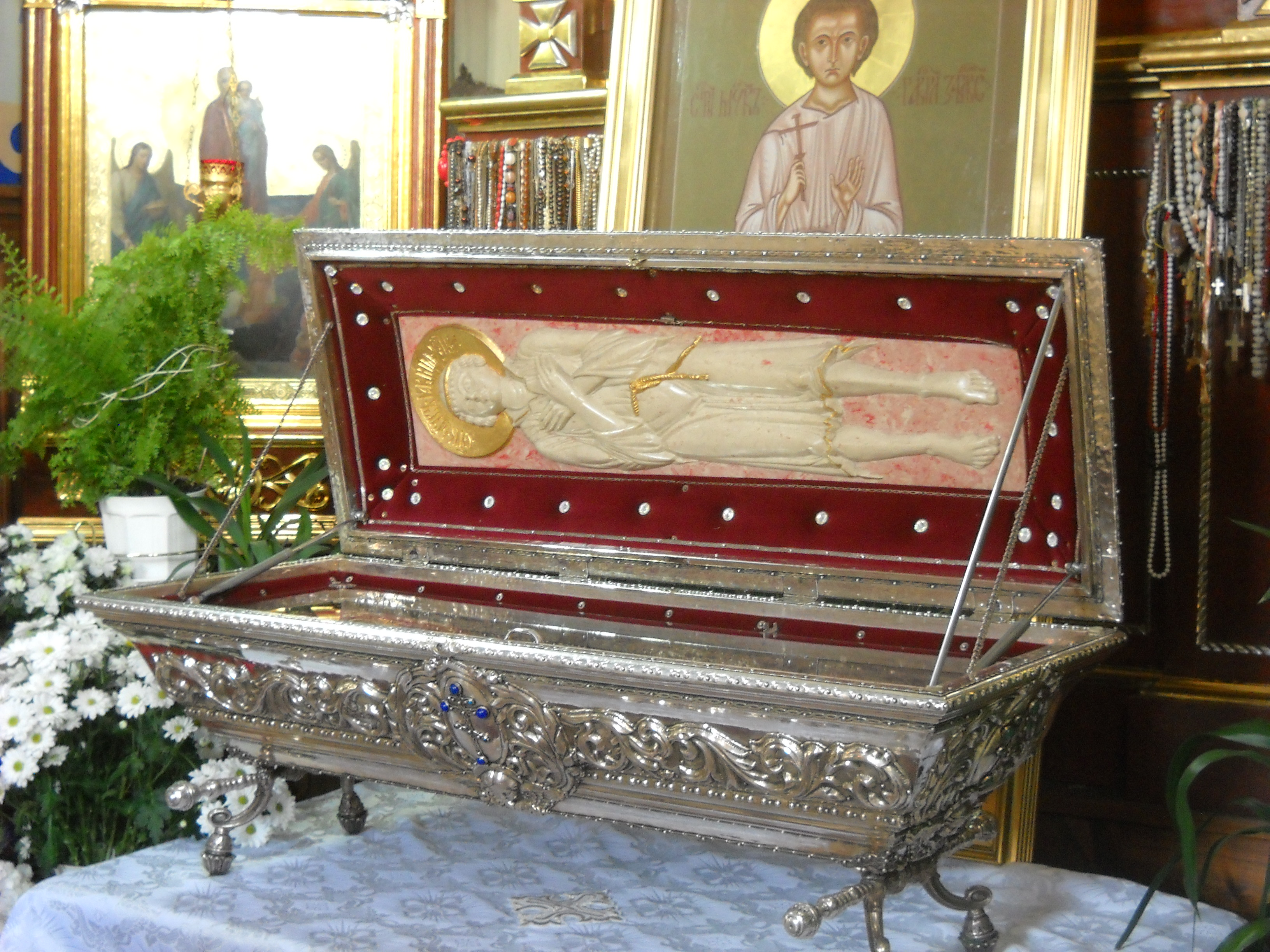
Relikwie św. Gabriela w soborze św. Mikołaja w Białymstoku

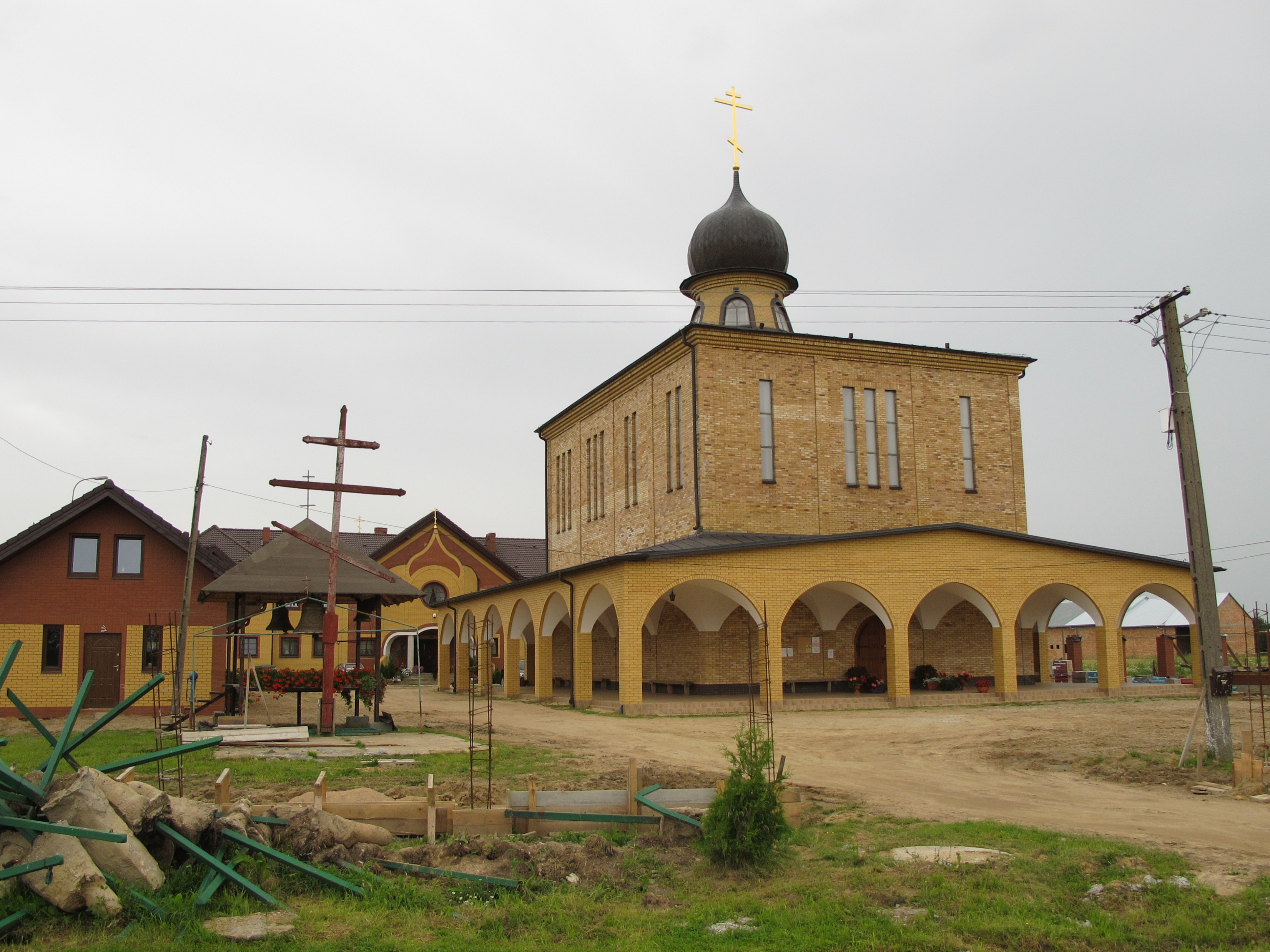
Cerkiew św. Gabriela w kompleksie monasterskim w Zwierkach

Kult Gabriela poważnie osłabł zarówno na ziemiach białoruskich w Białoruskiej SRR, jak i w międzywojennej i powojennej Polsce. Jego odnowienie nastąpiło w okresie kierowania diecezją białostocko-gdańską przez biskupa Sawę. W 1984 miały miejsce uroczystości ku czci trzechsetnej rocznicy urodzin męczennika, w roku następnym został on patronem Rady Diecezjalnej Młodzieży w ramach diecezji białostocko-gdańskiej, następnie zaś za patrona przyjęło go ogólnopolskie Bractwo Młodzieży Prawosławnej. We wrześniu 1992, za zgodą biskupa grodzieńskiego Walentego, relikwie Gabriela zostały przeniesione z cerkwi w Grodnie do katedralnego soboru św. Mikołaja w Białymstoku. W uroczystościach ich powitania 22 września brało udział 100 tys. wiernych. Ks. prot. Grzegorz Misijuk, komentując okoliczności śmierci Gabriela, podkreślił, że nie należy winić za nią Żydów jako zbiorowości. Jedynym winnym jego zabójstwa był w jego ocenie nieustalony morderca.
Z końca XX wieku pochodzą relacje o kolejnych przypadkach uzdrowień za sprawą relikwii Gabriela. Dzień 22 września został wyznaczony jako data święta Gabriela Zabłudowskiego – patrona prawosławnych dzieci i młodzieży. Z dziewiętnastowiecznych troparionów i kondakionów ku czci męczennika usunięto wzmianki o jego zabójstwie przez Żydów, zastępując wskazanie sprawców określeniem źli ludzie. W ocenie Tokarskiej-Bakir hierarchia PAKP stara się usunąć z kultu Gabriela wydźwięk antysemicki, jednak jej działaniom nie towarzyszy szerzej zakrojona akcja duszpasterska, wyjaśniająca cele zmian w tekstach liturgicznych. Starania PAKP osłabia przy tym napływ literatury z terenu Rosji, gdzie przywoływana jest wersja o rytualnym zabójstwie dziecka przez Żydów. Równocześnie w najnowszej wersji żywota Gabriela, mimo niewskazania Żydów jako morderców, zawarto typowe elementy opowieści o rytualnych morderstwach (upuszczanie krwi dziecka, przebicie boku, dręczenie dziecka w piwnicy, zbieranie krwi do naczynia, porzucenie okaleczonych zwłok). Funkcjonowanie w świadomości prawosławnych wiernych opowieści o mordzie rytualnym na Gabrielu badaczka historii Żydów polskich Jolanta Żyndul porównała do tykającej bomby. Z kolei zdaniem T. Krichtowej w kulcie męczennika na Podlasiu obecne jest raczej przekonanie o jego opiece nad młodzieżą i regionem, nie zaś element wiary w mord rytualny.

### Na Białorusi
Kult Gabriela Zabłudowskiego jako patrona dzieci i młodzieży funkcjonuje także na Białorusi. Gabrielowi przypisuje się szczególne wstawiennictwo na rzecz chorych dzieci. Męczennik należy do Soboru Świętych Białoruskich. 27 maja 1997 państwowa telewizja białoruska w programie Suszcznost' zawarła informację o rytualnym mordzie Gabriela. Kongres Stanów Zjednoczonych w latach 2003, 2004, 2005 i 2006 wymieniał rozwój kultu świętego jako przykład rozwoju antysemityzmu na Białorusi. Leonid Stonow, przewodniczący Amerykańskiego Stowarzyszenia Żydów Byłego ZSRR skierował w związku z tym listy do dyrektora białoruskiego radia i telewizji G. Kisiela oraz do prezydenta Białorusi Alaksandra Łukaszenki, w których określał kult Gabriela jako absurdalny i wyrażał niepokój w związku z rozwojem postawy niechęci wobec Żydów.
Równocześnie badania T. Krichtowej nad kultem Gabriela Zabłudowskiego na Białorusi wykazały, że jest on świętym mało znanym. Przy tym zarówno osoby, którym znana była postać świętego, jak i te, które poznawały jego życie od osoby prowadzącej wywiad, nie wykazywały postawy wrogości wobec Żydów. Respondenci, którzy znali sylwetkę tego świętego, nie zawsze wskazywali Żydów jako jego zabójców.
Z kolei w badaniach Krichtowej nad recepcją kultu przez białoruskich Żydów żaden respondent nie stwierdził, by spotkała go dyskryminacja pozostająca w związku z kultem tego świętego. Respondenci dowiadywali się o kulcie Gabriela dopiero od osoby przeprowadzającej z nimi wywiad, następnie jednak klasyfikowali go jako przejaw antysemityzmu i stwierdzali, że powinien on zostać zlikwidowany.

### W Rosji i na Ukrainie
W 1975 rosyjski duchowny prawosławny, ks. Aleksandr Mień, wyraził nadzieję, że Rosyjski Kościół Prawosławny dokona dekanonizacji świętych uznawanych w tradycji za ofiary mordów rytualnych – mnicha Eustratego Pieczerskiego oraz Gabriela Zabłudowskiego. Wystąpienie Mienia zdecydowanie skrytykował wówczas metropolita miński i białoruski Antoni, podtrzymując wersję o zabójstwie Gabriela przez Żydów i przekonanie o występowaniu zjawiska rytualnych morderstw.
Kult Gabriela Zabłudowskiego nie zanikł całkowicie także w Rosji. Równocześnie postać Gabriela pojawia się w wydawanych w tym kraju antysemickich broszurach i filmach, np. Gabriel – moc boża J. Worobjewskiego. Przywoływanie jego postaci jako ofiary mordu rytualnego jest częste na rosyjskich nacjonalistycznych i antysemickich witrynach internetowych, gdzie śmierć świętego łączona jest także z innymi zbrodniami przypisywanymi Żydom, w tym prześladowaniami duchowieństwa i wiernych prawosławnych w Rosji radzieckiej i ZSRR. Niekiedy jako sprawców zabójstwa Gabriela wymienia się nie Żydów w ogólności, a jedynie niesprecyzowaną judaistyczną sektę. Powtarzany jest także tekst arcybiskupa Antoniego (Chrapowickiego) z 1913, w którym Żydzi są oskarżeni o mordy rytualne w związku ze świętem Purim. W 2008 w Tiumeni postać Gabriela jako ofiary mordu rytualnego została przywołana w wykładzie S. Szestakowej dla kandydatów na nauczycieli przedmiotu podstawy kultury prawosławnej. Wypowiedź Szestakowej została skrytykowana przez religioznawców, prawników i przedstawicieli innych niż prawosławne wyznań. W odpowiedzi portal Russkaja Niediela zamieścił wypowiedź męża prelegentki, który twierdził, że nauczanie o mordach rytualnych wynika z nauki Cerkwi.
W 2003 w Charkowie na Ukrainie wydana została broszura autorstwa Aleksandra Katricza, oskarżająca Żydów o dokonywanie mordów rytualnych, czego przykładem miało być również morderstwo Gabriela. Broszura Katricza została przetłumaczona na język polski i była kolportowana wśród prawosławnych wiernych w Polsce.

## Relikwie
W 1915, udając się na bieżeństwo, wikariusz eparchii grodzieńskiej biskup białostocki Włodzimierz zabrał ze sobą Supraską Ikonę Matki Bożej oraz część relikwii św. Gabriela. Trafiły one do cerkwi Opieki Matki Bożej na Fosie w Moskwie. W 1919 władze bolszewickie oskarżyły duchownych służących w tej świątyni i sprawujących molebny do Gabriela o szerzenie antysemityzmu. W toku śledztwa dokonano opisu relikwiarza i samej cząsteczki relikwii. Część dziecięcej kości, długości 2,5 cm i szerokości 3,7 cm, była przechowywana w ozdobnej skrzynce w kształcie trumny, z napisaną na desce sosnowej ikoną Gabriela. Został on przedstawiony z krzyżem i zielonymi gałązkami w rękach. Relikwie świętego zostały zarekwirowane z soboru jako dowód rzeczowy w sprawie jego duchownych. Znalazły się następnie w monasterze Ikony Matki Bożej „Cierpiąca” w Moskwie. Obiekt ten w 1929 zmieniono w Muzeum Religii i Ateizmu, zaś w 1937 całkowicie zburzono. Losy cząsteczki relikwii Gabriela są nieznane. W procesie duchowieństwa cerkwi Opieki Matki Bożej sąd zabronił wykonywania troparionu i kondakionu ku czci Gabriela, określając je jako „szerzące nienawiść i kontrrewolucyjne”.
Główny relikwiarz Gabriela Zabłudowskiego, przechowywany w monasterze Trójcy Świętej w Słucku, został otwarty w czasie akcji otwarcia relikwii Rosyjskiego Kościoła Prawosławnego. Zawartość relikwiarza w spisanym protokole otwarcia opisano jako kukłę z głową oddzieloną od tułowia, krzyżem w dłoniach oraz namalowanymi ranami na rękach. Relikwie przewieziono następnie do Moskwy w celu szczegółowego obejrzenia. W latach 30. XX wieku monaster w Słucku został zlikwidowany, a następnie zniszczony. Kolejna wzmianka o relikwiach pochodzi z 1942, gdy znalazły się one w monasterze Przemienienia Pańskiego w Mińsku. W tym samym roku ks. Aleksy Znosko napisał akatyst ku czci Gabriela i dwa lata później otrzymał zgodę metropolity mińskiego Pantelejmona na pobranie z relikwii Gabriela cząstki, którą następnie podzielono na trzy mniejsze i przekazano cerkwiom w Świsłoczy, Zabłudowie i Grodnie. W 1944 relikwie przeniesiono z Mińska do cerkwi Opieki Matki Bożej w Grodnie. Dzielenie relikwii i ich umieszczenie w kilku świątyniach dokonało się za zgodą okupacyjnych władz hitlerowskich, które zdaniem Tokarskiej-Bakir eksploatowały w ten sposób antyżydowski wątek opowieści o męczeństwie Gabriela.
Od września 1992 znajdują się natomiast w soborze św. Mikołaja w Białymstoku. Opiekę nad nimi sprawują mniszki z monasteru Narodzenia Matki Bożej w Zwierkach (początkowo w Białymstoku–Dojlidach). W 1995 podjęto budowę kompleksu budynków monasteru żeńskiego w Zwierkach z cerkwią pod wezwaniem św. Gabriela Zabłudowskiego (oddana do użytku liturgicznego w 2003 r.). Ma on docelowo stać się głównym ośrodkiem kultu świętego i miejscem przechowywania jego relikwii. Od 1993 w dniach 2 i 3 maja relikwie są procesyjnie przenoszone do Zabłudowa.

## Dzień obchodów

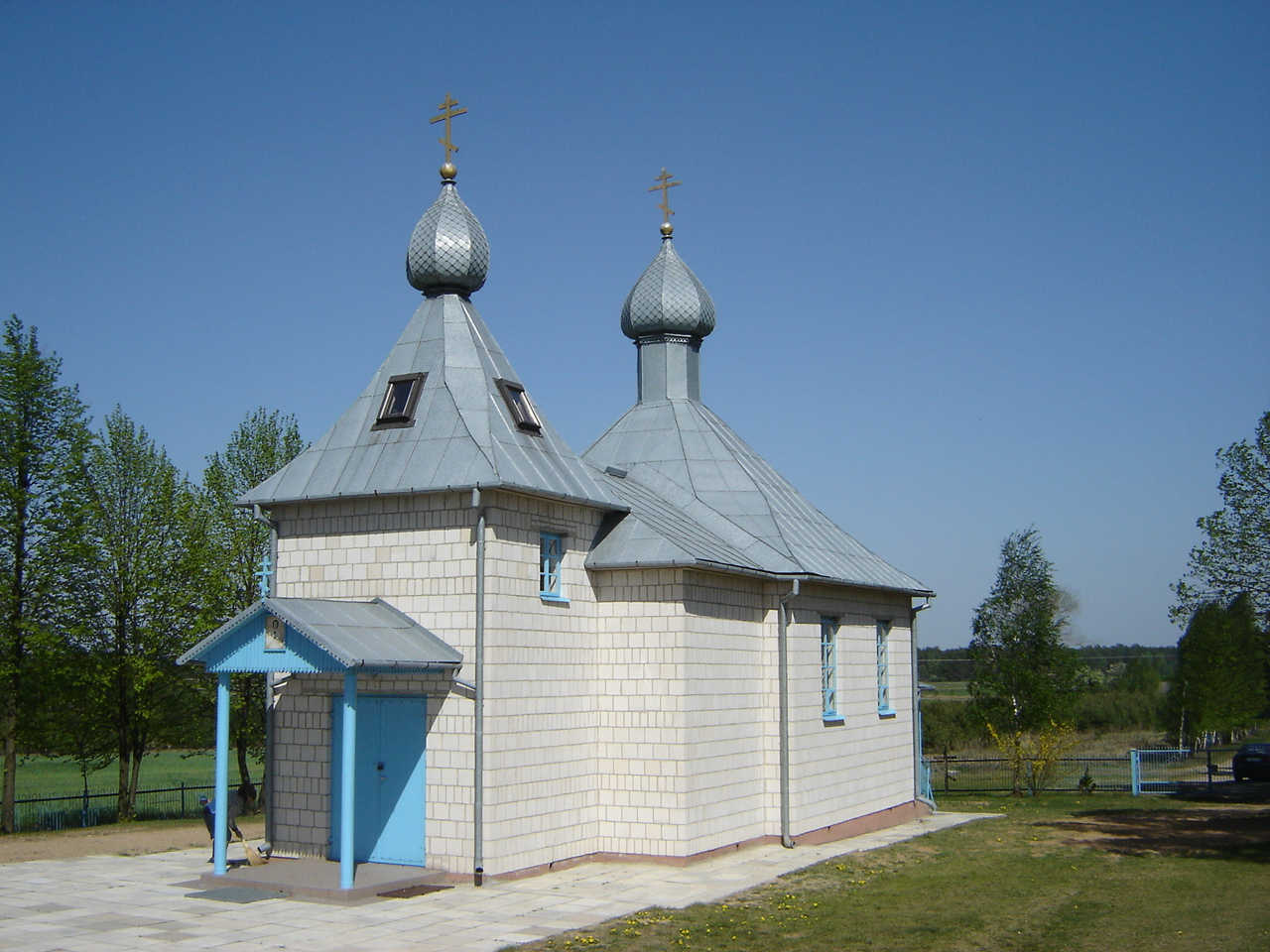
Cerkiew św. Gabriela Zabłudowskiego w Malinnikach

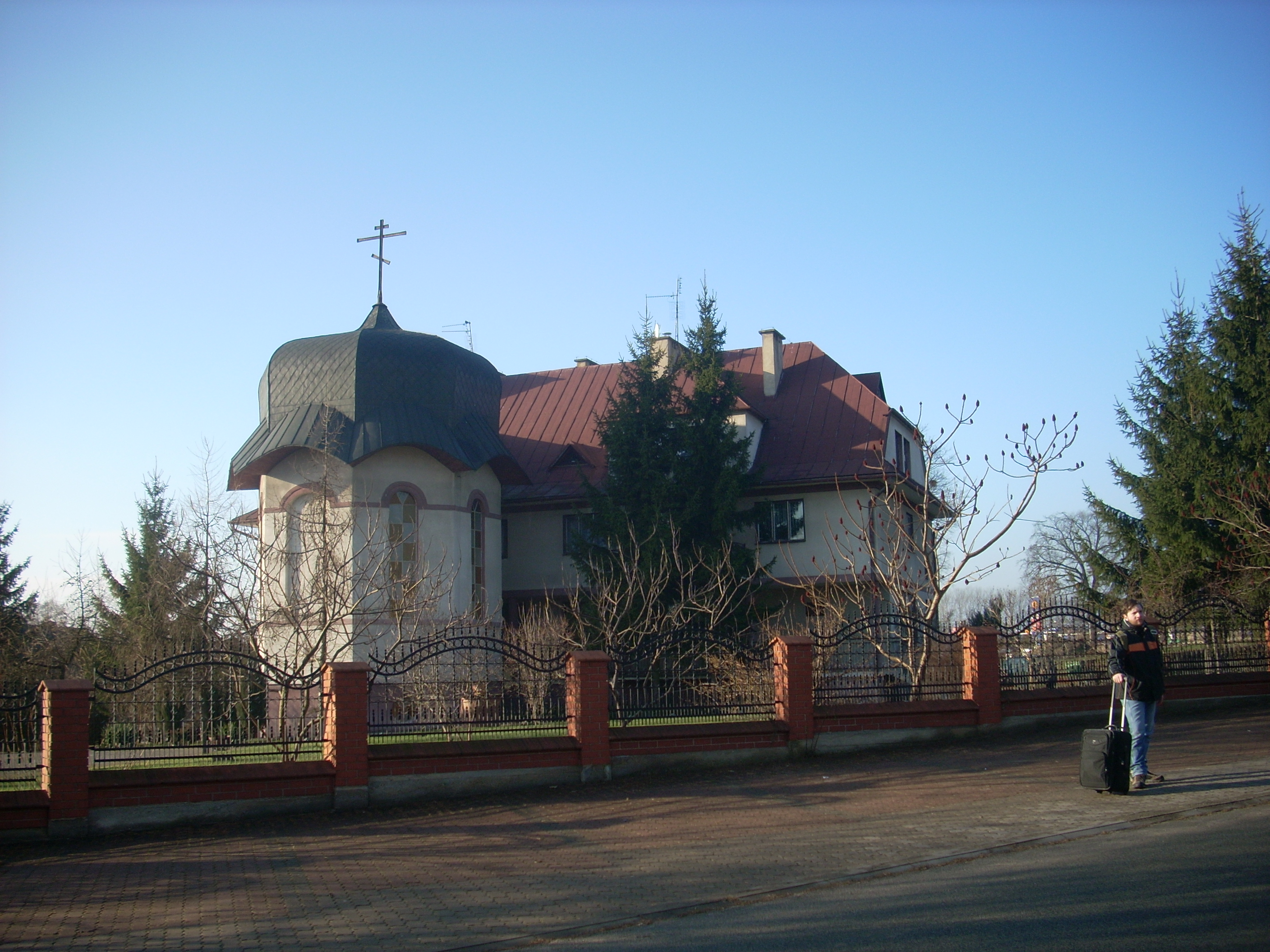
Kaplica-baptysterium św. Gabriela Zabłudowskiego w Siemiatyczach

Wspomnienie św. Gabriela Cerkiew prawosławna obchodzi trzykrotnie:
1. 20 kwietnia/3 maja[c], tj. 3 maja według kalendarza gregoriańskiego (rocznica śmierci),
2. 9/22 września, tj. 22 września według kalendarza gregoriańskiego (rocznica przeniesienia relikwii do Polski w 1992),
3. trzecia niedziela po Pięćdziesiątnicy (Sobór Świętych Białoruskich)[7].

## Ikonografia
Ikony Gabriela Zabłudowskiego przechowywane są przede wszystkim w cerkwiach Białorusi, Polski i Ukrainy zachodniej, tj. na obszarze, gdzie jego kult był najżywszy. Najstarsze zachowane ikony pochodzą z początku XIX w. Pojawiały się także w świątyniach w centralnej Rosji.
Na ikonach Gabriel przedstawiany jest z krzyżem w dłoniach, w białej długiej koszuli. Twarz chłopca ma wysokie czoło i niebieskie oczy wzniesione ku niebu. Sylwetka świętego widoczna jest tylko do kolan lub też Gabriel stoi boso na piasku albo trawie. Na ikonie Gabriela w cerkwi Świętych Kosmy i Damiana w Rybołach nad świętym unosi się obłok z postacią Jezusa Chrystusa trzymającego krzyż.
Znane są ilustracje i ikony przedstawiające śmierć Gabriela. Dziecko jest na nich ukazane na krzyżu, w koszuli opuszczonej do pasa, z krwawymi ranami. Obok widoczne są narzędzia tortur: młotek, kleszcze, noże.

## Badania nad kultem Gabriela
Zespół Archiwum Etnograficznego przeprowadził projekt badawczy pt. „Gabriel”, w ramach którego powstał film ukazujący funkcjonowanie mitu o mordzie rytualnym na przykładzie żywota Gabriela oraz specyfikę kultu męczennika. Ci sami autorzy zrealizowali dokumentalny film „Wędrówka Gabriela”, ukazujący obraz Gabriela w świadomości prawosławnych wiernych z Podlasia. Z kolei badania nad funkcjonowanie kultu wśród prawosławnych Białorusinów prowadziła Tatiana Krichtowa.